# فرشا (الجوف)
فرشا هي إحدى قرى الجمهورية اليمنية. تتبع جغرافيا لمحافظة الجوف و إداريًا لمديرية المتون. يبلغ تعداد سكانها 3463 نسمة حسب الإحصاء الذي أجري عام 2004.